# Portrait d'homme (Messine)
Pour les articles homonymes, voir Portrait d'un homme.
Portrait d'homme – en italien Ritratto d'uomo – est un tableau réalisé vers 1476 par le peintre italien Antonello de Messine. De format vertical, cette tempera et huile sur panneau est le portrait en buste sur fond noir d'un homme légèrement souriant portant un vêtement rouge et une coiffe sombre. L'œuvre est conservée à la Galerie Borghèse de Rome.